# Рев
 Тази статия е за филма.  За емоционалното състояние вижте Плач.  
„Рев“ (на японски: 吶喊) е японски филм от 1975 година, екшън трагикомедия на режисьора Кихачи Окамото по негов собствен сценарий.
В центъра на сюжета е наивен селски младеж, който се включва в гражданската война по време на Реставрацията Мейджи през 1868 година и се сприятелява с дребен мошеник, опитващ се да извлече облаги и от двете страни. Главните роли се изпълняват от Кю Сакамото, Юсуке Окада, Хироко Исаяма.